# Tears on Tape
Tears on Tape è l'ottavo album in studio del gruppo musicale gothic metal finlandese degli HIM. L'album è stato pubblicato in Europa il 29 aprile 2013, ad eccezione della Finlandia, dove è stato pubblicato il 26 aprile, e negli Stati Uniti e in Canada il 30 aprile.
L'album è stato registrato nei Finnvox Studios in Finlandia, è prodotto da Hiili Hiilesmaa e mixato da Tim Palmer
Il primo singolo tratto dall'album, Into the Night, è in rotazione radiofonica dall'8 marzo 2013.

## Tracce
Testi di Ville Valo, musiche di HIM.
1. Unleash the Red – 1:07
2. All Lips Go Blue – 3:49
3. Love Without Tears – 3:37
4. I Will Be the End of You – 3:33
5. Tears on Tape – 3:21
6. Into the Night – 3:36
7. Hearts at War – 3:46
8. Trapped in Autumn – 1:33
9. No Love – 3:30
10. Drawn & Quartered – 5:13
11. Lucifer's Chorale – 1:18
12. W.L.S.T.D. – 4:12
13. Kiss the Void – 2:21

Metal Hammer Fanpack Bonus Tracks
1. Buried Alive by Love (Live in Studio) – 4:48
2. The Kiss of Dawn (Live in Studio) – 4:33
3. Rip Out the Wings of a Butterfly (Live in Studio) – 3:25
4. The Funeral of Hearts (Live in Studio) – 4:47
5. Heartkiller (Live in Studio) – 3:39
6. Join Me in Death (Live in Studio) – 3:38
7. When Love and Death Embrace (Live in Studio) – 6:19

MerchNow Pre Order
1. When Love and Death Embrace (Live in Studio) – 6:19

Finnish CD/DVD Limited Edition
1. Buried Alive by Love (Live in Studio Video) – 4:49
2. The Kiss of Dawn (Live in Studio Video) – 4:34
3. When Love and Death Embrace (Live in Studio Video) – 6:20
4. Join Me (Live in Studio Video) – 3:39
5. The Funeral of Hearts (Live in Studio Video) – 4:55
6. Heartkiller (Live in Studio Video) – 3:40
7. Wings of a Butterfly (Live in Studio Video) – 3:32

iTunes Pre Order
1. Heartkiller (Live in Studio Video) – 3:40
2. Wings of a Butterfly (Live in Studio Video) – 3:32
3. Join Me (Live in Studio Video) – 3:33
4. The Kiss of Dawn (Live In Studio) – 4:32
5. The Funeral of Hearts (Live in Studio Video) – 4:55

Limited Edition CD/DVD
1. Heartkiller (Live in Studio Video) – 3:40
2. Wings of a Butterfly (Live in Studio Video) – 3:32
3. Join Me (Live in Studio Video) – 3:33
4. The Kiss of Dawn (Live In Studio) – 4:32
5. The Funeral of Hearts (Live in Studio Video) – 4:55

## Formazione
- Ville Valo - voce
- Mikko "Linde" Lindström - chitarra solista
- Mikko "Migé" Paananen - basso, cori
- Mika "Gas Lipstick" Karppinen - batteria, percussioni
- Janne "Burton" Puurtinen - tastiere, cori